# Górnoye (Krasnodar)
Górnoye (del ruso: Горное) es un selo del raión de Labinsk del krai de Krasnodar, en el sur de Rusia. Está situado en el borde septentrional del Gran Cáucaso, en la cabecera del río Garnuja, afluente del río Bolshaya Labá, constituyente del Labá, que es tributario del Kubán, 65 km al sureste de Labinsk y 294 km al sureste de Krasnodar, la capital del krai. Está enclavado entre el raión de Otrádnaya y la república de Karacháyevo-Cherkesia. Tenía 136 habitantes en 2010.
Pertenece al municipio Ajmetovskoye.